# كريستيانو رولاند
كريستيانو روشا كانيدو رولاند (ولد في 4 أكتوبر 1976)، والمعروف ببساطة باسم كريستيانو، وهو لاعب كرة قدم برازيلي يلعب كما يسار لبيرا مار.
بدأ في غريميو وانتقل إلى فاسكو دا جاما في عام 1996، حيث فاز ببرازيليراو في عام 1997. في عام 1998، وقع مع بيرا مار الفوز بكأس البرتغالي في عام 1999، ونقل إلى بنفيكا في عام 2002، حيث فاز بكأس البرتغالي آخر في في عام 2007، انتقل إلى الدوري الخامس، ولعب لهانوي T & T على نوبات مختلفة، وحصل على ثلاثة ألقاب رئيسية.

## المهنية
ولد في بورتو أليغري، رولاند بدأت في Grêmio في عام 1994، وقضى سنتين في شبابه. في عام 1996 انتقل إلى فاسكو دا جاما وساعدهم على الفوز Brasileirão في عام 1997. في عام 1998، ووقع مع بيرا مار الفوز بكأس البرتغالي في عام 1999 ونقل إلى بنفيكا في عام 2002
.حيث فاز بكأس برتغالي آخر في عام 2004
. في عام 2007 أنتقل إلى الخامس في الدوري ولعب لهاوني. وسجل ثلاثة أهداف في الدوري، اثنان منهم ضد بورتو، وفي كل الأوقات، Beira-Mar فاز.
وفي حزيران / يونيو 2002، وقعت بنفيكا معه على صفقة مدتها أربع سنوات، حيث ذهب ديوغو لويس وتوني في الاتجاه الآخر على صفقات القروض.من وقت مبكر، تكافح رولاند مع المنافسة من ريكاردو روشا، وفي مناسبات، كابرا.{8) إلا أنه لأول مرة في 3 تشرين الثاني / نوفمبر 2002 ضد سانتا كلارا، ولكن مع وصول خوسيه أنطونيو كاماتشو، بدأ اللعب أكثر من ذلك بكثير في كثير من الأحيان، الانتهاء من الموسم مع 14 مباراة. التالية الموسم، كريستيانو كان من المقرر أن جمع شملهم مع Jesualdo فيريرا في براغا، ولكن القرض الصفقة فشلت. لا يزال، رولاند بدأت في 8 مباريات في الدوري في النصف الأول من الموسم، حتى وصول Fyssas في كانون الثاني / يناير. ومنذ ذلك الحين، أصبح لاعب مقاعد البدلاء ولم يعد إلى انطلاق عشر. في مايو وأضاف الثاني له الكأس في البرتغال بعد الفوز 2003-04 Taça دي البرتغال.

## روابط خارجية
- كريستيانو رولاند على موقع قاعدة بيانات كرة القدم.إي يو (الإنجليزية)
- كريستيانو رولاند على موقع Soccerway.com (الإنجليزية)